# 안동시 갑
안동시 갑은 대한민국의 옛 국회의원 선거구이다. 당시 경상북도 안동시의 일부 지역을 관할했다.

## 역사
1995년 1월, 안동시와 안동군이 통합되면서 통합 안동시가 출범했다. 이에 제15대 국회의원 선거를 앞두고 통합 안동시의 일부 지역을 관할하는 선거구로 신설되었다.
제16대 국회의원 선거를 앞두고 안동시 갑, 을 선거구가 통합되어 안동시 단독 선거구를 이루게 됨에 따라 폐지되었다.

## 역대 국회의원
| 선거   | 정당 | 정당       | 의원   |
| ------ | ---- | ---------- | ------ |
| 1996년 |      | 통합민주당 | 권오을 |

## 역대 선거 결과

### 대한민국 제15대 국회의원 선거
|  | 39.71% |

|  | 33.10% |

|  | 22.49% |

|  | 4.68% |